# 2 Reasons
2 Reasons è un singolo del cantante statunitense Trey Songz, in collaborazione col rapper T.I., pubblicato nel 2012 ed estratto dall'album Chapter V.
Il brano ha raggiunto un buon successo negli Stati Uniti essendo stato spinto dalla pesante rotazione nelle radio urban.

## Tracce
- Download digitale

1. 2 Reasons (featuring T.I.) – 3:19

## Classifiche
| Classifica (2012) | Posizione massima |
| ----------------- | ----------------- |
| Stati Uniti       | 43                |
| Stati Uniti (R&B) | 7                 |